# Foció
Foció (en llatí Phocion, en grec antic Φωκίων) (vers 402 aC-317 aC), fill de Focos, fou un general i home d'estat atenenc, d'origen humil. Plutarc el fa protagonista d'una de les Vides paral·leles.
Va estudiar amb Plató i Xenòcrates de Calcedònia i (segons Suides) Diògenes de Sinope també era entre els deixebles. Es va distingir per primer cop a les ordes de Càbries el 376 aC a la batalla de Naxos on va dirigir l'ala esquerra de la flota. Després de la batalla el va enviar a les illes a demanar contribucions i va posar un esquadró de 20 vaixells al seu servei que Foció va refusar al·legant que eren pocs per lluitar amb enemics i molts per presentar-se als amics, i va salpar amb només una galera obtenint diverses contribucions.
Durant uns anys Càbries, Ifícrates i Timoteu van ser els principals generals atenencs i a Foció pràcticament no se'l menciona. El 351 aC apareix junt amb Evàgores II al front de les forces reclutades per Idrieu de Cària amb el propòsit de reduir Xipre a l'obediència del rei de Pèrsia, i va aconseguir la conquesta de l'illa excepte Salamina de Xipre on Pintàgores va resistir fins que va aconseguir la reconciliació amb el rei persa.
L'any 350 aC va fer una expedició a Eubea a petició del tirà Plutarc d'Erètria que demanava ajut contra Càl·lies de Calcis. La petita força de Foció era insuficient per acomplir la missió. Se suposa que fou llavors quan va lliurar i guanyar la batalla de Tamines (Tamynae), però no és del tot segur, i podrien ser fets del 354 aC. Plutarc va trair als atenencs i Foció el va expulsar d'Erètria. Va establir la seva posició a la fortalesa de Zaretra, entre la costa est i l'occidental a la part més estreta de l'illa. Va alliberar a tots els presoner que feia menys als atenencs desertors. A la seva sortida havia consolidat la posició d'Atenes, posició que després va declinar sota el seu successor Molós.
Aproximadament el 343 aC es va organitzar una conspiració a Mègara, dirigida per Teodor i altres caps locals, per lliurar la ciutat a Filip II de Macedònia. Els megarians van demanar ajut a Atenes que va enviar a Foció, que ràpidament va fortificar el port de Nisea i el va unir amb unes muralles amb la ciutat i va frustrar la conspiració.
El 341 aC va dirigir les tropes enviades a Eubea contra el partit pro macedoni i va expulsar a Cleitarc i Filístides d'Erètria i Oreos, imposant l'hegemonia atenenca a l'illa.
L'any 340 aC els atenencs van enviar a Cares a Bizanci, en ajut de la ciutat contra els macedonis, però els bizantins no el van voler rebre. Atenes va quedar indignada però Foció va dir que l'hostilitat no havia de ser contra Bizanci sinó contra el general que per la seva mala conducta havia provocat el rebuig bizantí. Llavors Atenes va enviar a la zona al mateix Foció amb un nou exèrcit. Cleó, un amic seu i un notable de Bizanci, el va recomanar i els atenencs van ser admesos a la ciutat. Allí es va destacar en la lluita contra els macedonis que es van haver de retirar tant de Bizanci com de Perint i de tot el Quersonès. Algunes ciutats i vaixells foren recuperades per Foció que a més a més va assolar territoris enemics. En aquestes lluites el van ferir de consideració i va haver de tornar a Atenes. Allí va recomanar la pau amb Filip II, però el consell oposat de Demòstenes es va imposar i va acabar amb la derrota de la batalla de Queronea el 338 aC.
A la mort de Filip II el 336 aC Demòstenes va proposar retre honors a l'assassí Pausànies d'Orèstia i Foció s'hi va oposar.
El 335 aC Alexandre el Gran va destruir Tebes i va exigir l'entrega de Demòstenes i altres oradors, i Foció va recomanar obeir i retre honors divins al rei, proposta que va ser rebutjada amb indignació. Finalment es va aconseguir del rei que retirés la seva petició.
Alexandre el va tractar sempre amb consideració i va escoltar els seus consells; tots els oferiments que li va fer Alexandre els va rebutjar però no per això van perdre l'amistat i fins i tot el rei va concedir algunes peticions fetes per Foció com l'alliberament dels presoners grecs que els macedonis havien fet a Sardes.
Harpal el 325 aC va anar a Atenes i va tractar d'obtenir els bons oficis de Foció, que no va acceptar, tot i que era pressionat pel seu gendre Caricles, subornat per Harpal. Quan Antípater va demanar l'entrega d'Hàrpal, Foció va donar suport a Demòstenes en l'oposició a aquesta mesura, però els atenencs no van poder fer res contra Antípater i Harpal fou capturat. Mort Harpal, Caricles i Foció van criar una filla seva.
El 323 aC quan es va saber la mort d'Alexandre el Gran, es va oposar a la guerra contra Macedònia i va criticar al general nomenat, Leòstenes d'Atenes, del que va dir que era com un xiprer, alt però sense fruits. A la mort de Leòstenes a Làmia els atenencs no van voler confiar la direcció de la guerra a Foció i van nomenar Antífil que va dirigir una expedició contra Beòcia, aliada de Macedònia, i va derrotar a Mició, un oficial macedoni que havia atacat la costa àtica i va morir en el combat.
El 322 aC els atenenc van ser derrotats decisivament a Cranon a Tessàlia, i el govern atenenc va enviar a Foció, Demades i altres a negociar amb Antípater, acampat a Cadmea. Atenes va haver d'admetre una guarnició a Muníquia i al moderat Mènil, amic de Foció li van encarregar el govern de la ciutat. Foció va obtenir el pagament de les despeses de guerra en un termini llarg.

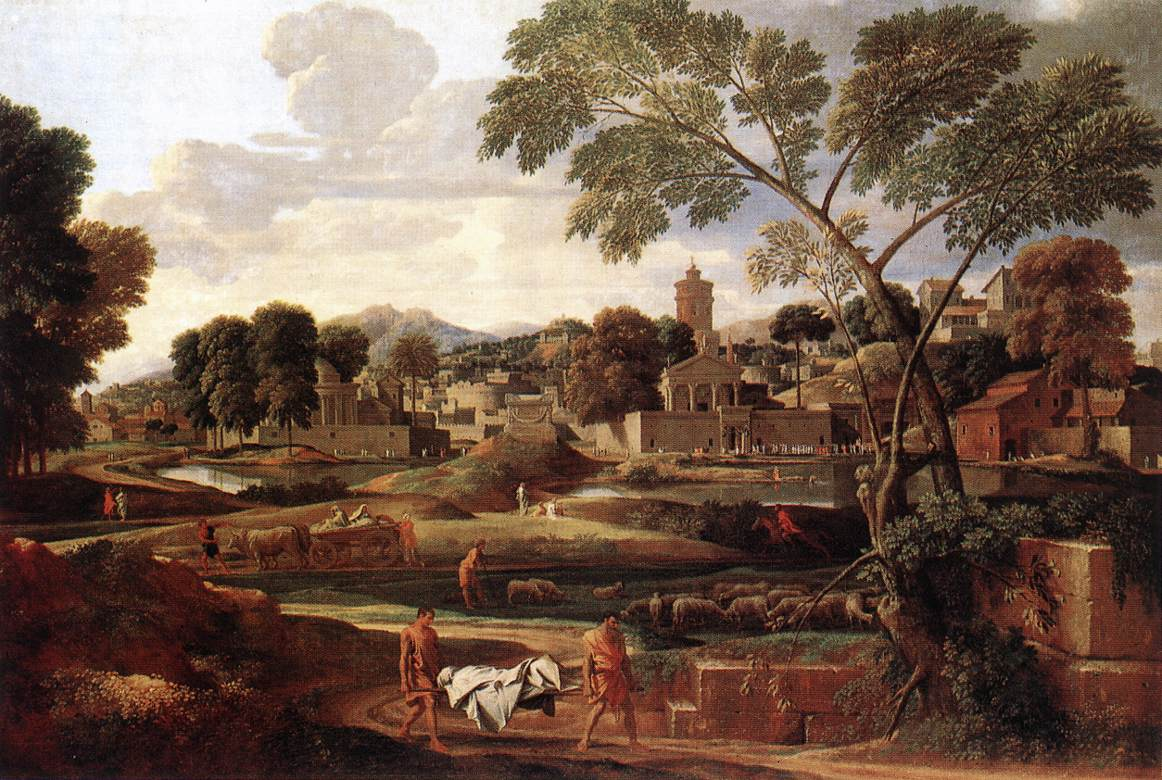
L'enterrament de Foció de Nicolas Poussin (1648)

A la mort d'Antípater el 319 aC, Cassandre va enviar a Nicànor de Macedònia per substituir Mènil. L'amistat de Foció amb el nou governant, va convertir a l'atenenc en sospitós, especialment quan Nicànor no va obeir el decret de Polipercó de retirar la guarnició i encara ocupar el Pireu en nom de Cassandre. Una mica després va arribar a Atenes Alexandre Polipercó, fill de Polipercó, amb l'objectiu proclamat d'expulsar a Cassandre i restablir la democràcia. Alexandre va portar molts exiliats que van poder votar a les assemblees i Foció va perdre el seu càrrec dirigent en el govern.
Foció va convèncer a Alexandre d'ocupar Muníquia i el Pireu i aquest fet va posar als atenencs contra Foció, a qui Agnònides va acusar de traïció, i va haver de fugir amb alguns amics, posant-se sota la protecció d'Alexandre que el va enviar al seu pare, llavors acampat a Pharygae, a Fòcida. Una ambaixada atenenca va anar a acusar Foció, i Polipercó va considerar entregar al vell general a canvi de la pau amb Atenes.
Així Foció i els seus amics van ser obligats a retornar a Atenes. Portat davant l'assemblea, el van condemnar a mort. Va mantenir la calma fins al final. L'execució es va produir el 317 aC quan tenia 85 anys; les seves restes es van depositar al lloc dels traïdors, però més tard, rehabilitat, foren portades a Atenes. Agnònides fou acusat i condemnat a mort, i dos altres acusadors de Foció, Epicur i Demòfil, van haver de fugir i finalment els va matar Focos, fill de Foció.
Foció va estar casat dues vegades; la seva segona dona era tan frugal i senzilla com ell mateix.